# Рамалина притуплённая
Рамалина притуплённая (лат. Ramalina obtusata) — вид эпифитных лишайников семейства Ramalinaceae.

## Описание
Таллом кустистый высотой до 3 см. На трубковидных лопастях таллома могут быть отверстия до 4 мм. В природе имеет серовато-жёлтую или бледно-зелёную окраску. Поверхность блестящая. При высушивании цвет меняется на соломенно-жёлтый. В пузырьках на верхушках веточек образуются соралии. Соредии мучнистые. Апотеции не обнаружены. 

### Химический состав
Присутствуют эверновая и обтузатовая кислоты.

## Среда обитания и распространение
Произрастает во влажных старовозрастных еловых лесах. Развивается преимущественно на коре стволов и ветвей ели, но иногда может встречается на лиственных, например на рябине и осине.
Встречается в Северной Америке и Европе, Индии и Китае.

## Охранный статус
Вид включён в Красные книги Архангельской, Кировской, Мурманской, Нижегородской, Свердловской областей, Республики Карелия и Марий Эл.